# Amsterdamse Bos
L’Amsterdamse Bos, parfois francisé en bois d'Amsterdam, est une forêt néerlandaise située au sud-ouest d'Amsterdam, principalement dans la commune d'Amstelveen. Visitée annuellement par 4,5 millions de personnes, elle a une surface environ équivalente à celle de trois fois le Central Park de New York. Le mémorial national en l'honneur des victimes du camp de concentration de Dachau est installé dans le domaine peu après la Seconde Guerre mondiale.

## Histoire

### Prémices

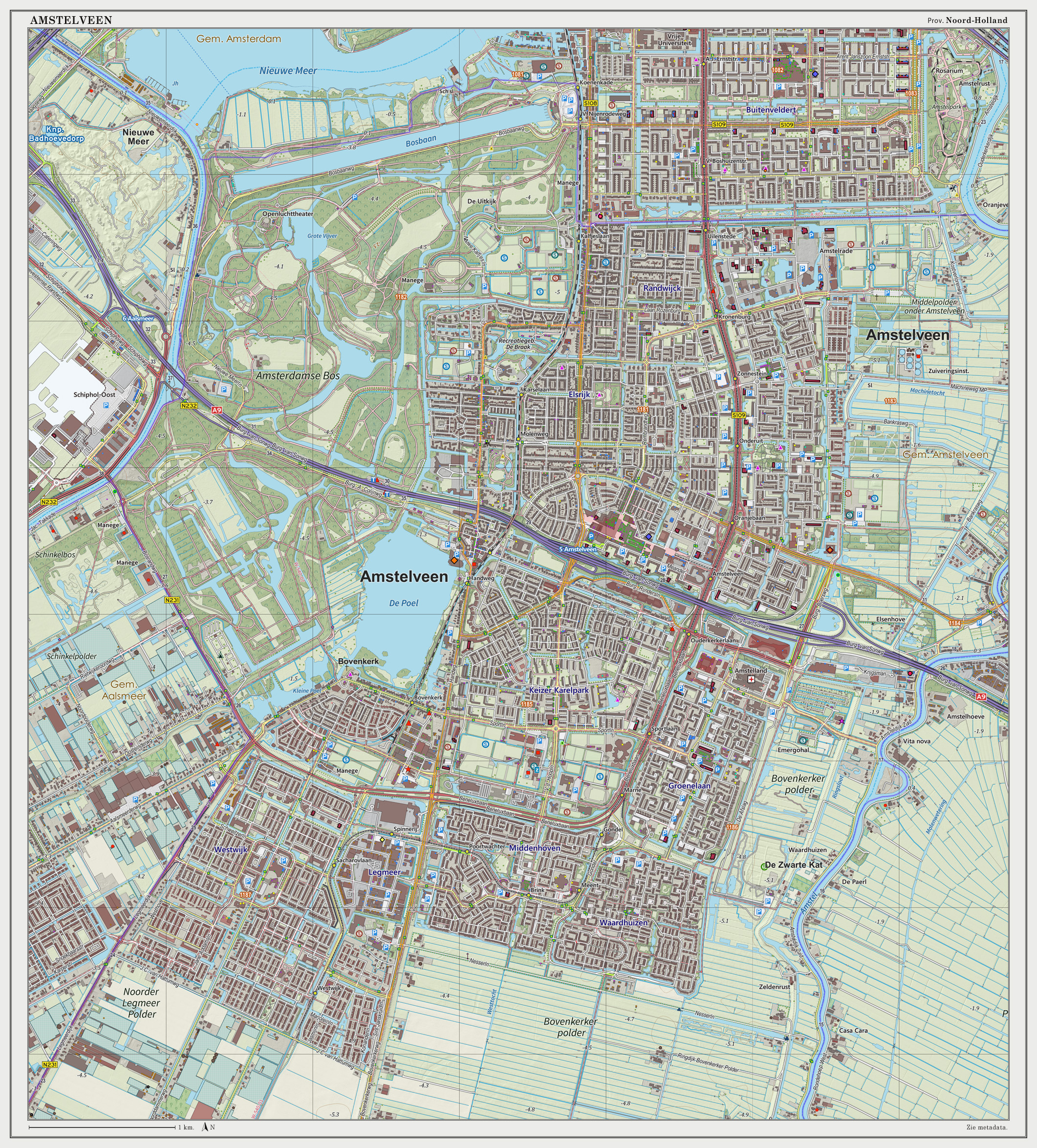
Carte d'Amstelveen, avec le bois d'Amsterdam au nord-ouest.

Alors que l'écrivain et conservateur Jac. P. Thijsse s'inquiète dès 1900 de la disparition d'espaces verts autour d'Amsterdam en raison de l'expansion urbaine, les autorités lancent le plan Bois (en néerlandais : Boschplan) en 1927 dans le cadre d’un programme de lutte contre le chômage. Le but du plan est de créer un nouveau grand espace vert au sud-ouest de la capitale, sur les polders de Buitendijkse Buitenvelder et Rietwijkeroord. La partie au sud de la route liant Schiphol à Amstelveen couvre les polder de Kleine Noord et Schinkel.

### Plantation de la forêt
Le conseil municipal d'Amsterdam valide le plan Bois en 1928, qui est repris en 1935 dans le plan général d'élargissement d'Amsterdam. Il est alors imposé aux chômeurs des environs d'aider s'ils souhaitent conserver leurs allocations de chômage, dans un contexte de Grande Dépression. Environ un millier de travailleurs quotidiens s'occupent de la plantation de la forêt. Lors de l'occupation allemande, il y a aussi des prisonniers travailleurs, ainsi que des Juifs faisant office de main-d'œuvre. Les Juifs sont logés par l'occupant dans la partie nord du bois d'Amsterdam, à l'emplacement actuel du mémorial national de Dachau (Nationaal Dachau Monument) ; la plupart sont par la suite déportés vers l'Europe de l'Est.

## Géographie

### Localisation

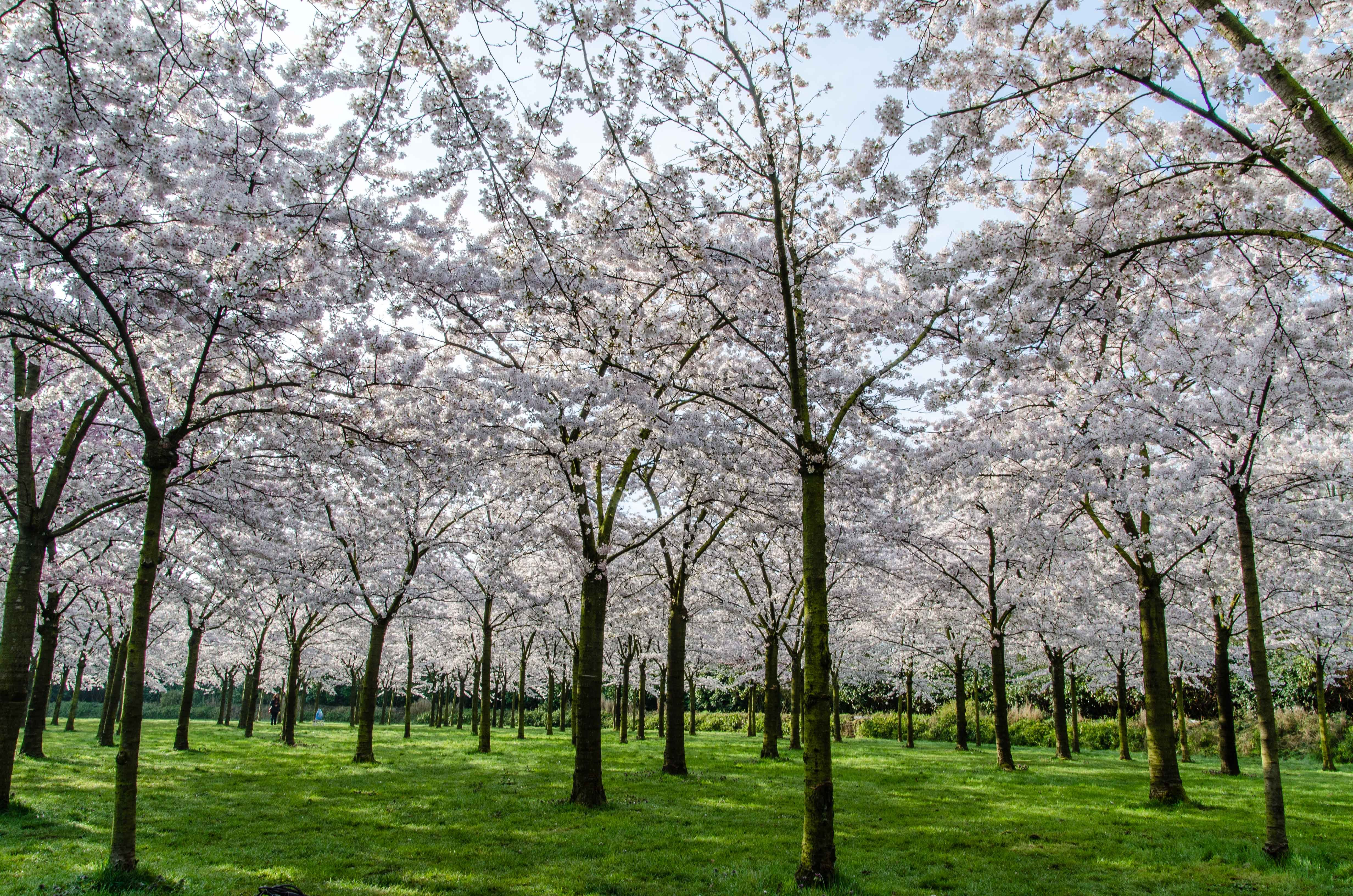
Le Kersenbloesempark dans la forêt.

La forêt se trouve au sud-ouest du centre-ville d'Amsterdam, sur le territoire de l'ancienne commune de Rietwijkeroord, aujourd'hui en grande partie Amstelveen et pour la partie la plus au nord, la commune d'Amsterdam (arrondissement de Nouvel-Ouest), qui est unique responsable de son entretien. Jusqu'en 2002, la partie la plus au sud appartient à la commune d'Aalsmeer. À cette date, un déplacement de la frontière entre les deux municipalités est opéré vers le sud.

### Points d'intérêt

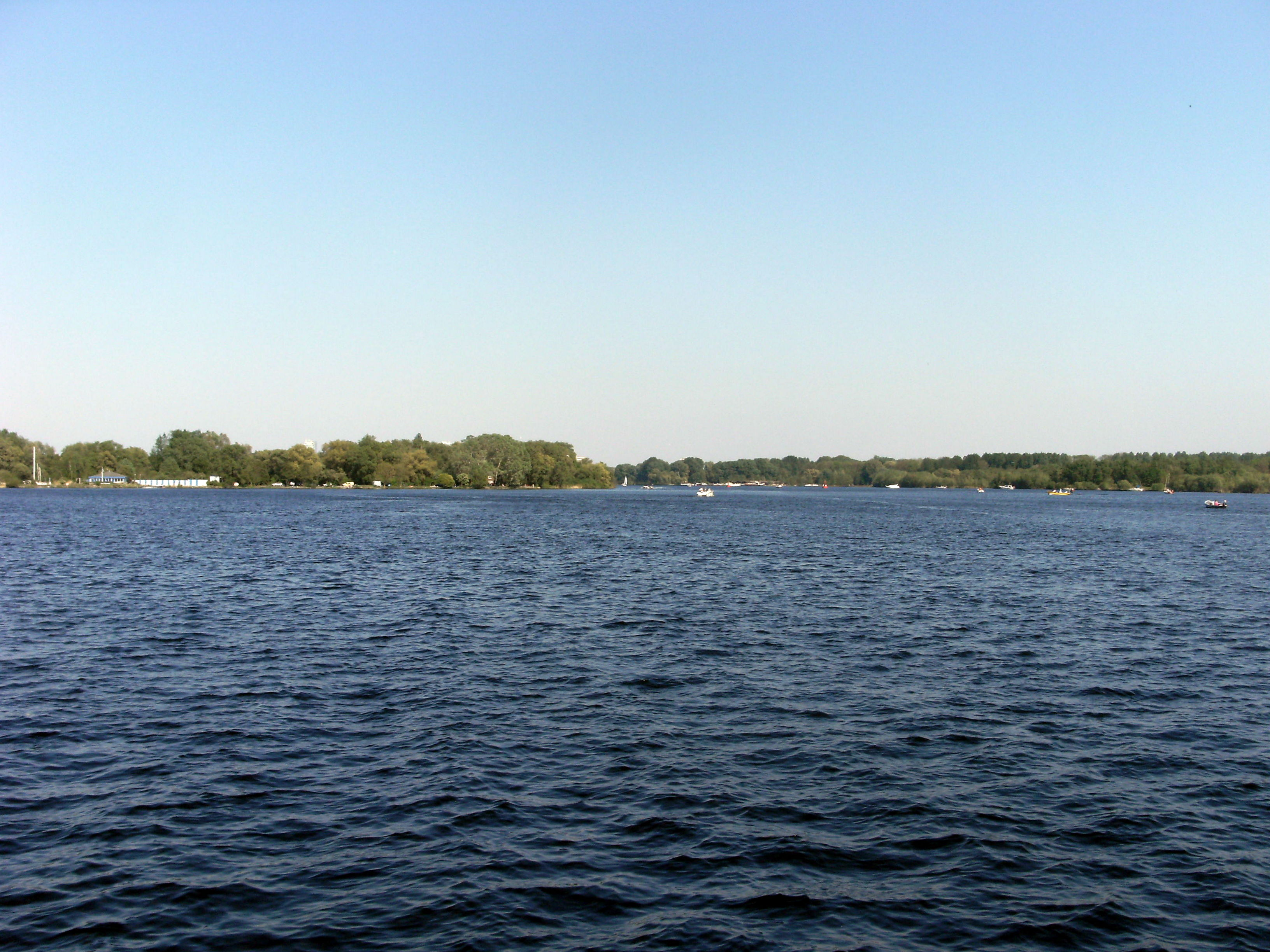
Le Nieuwe Meer est situé dans la partie septentrionale du bois, dans la commune d'Amsterdam.

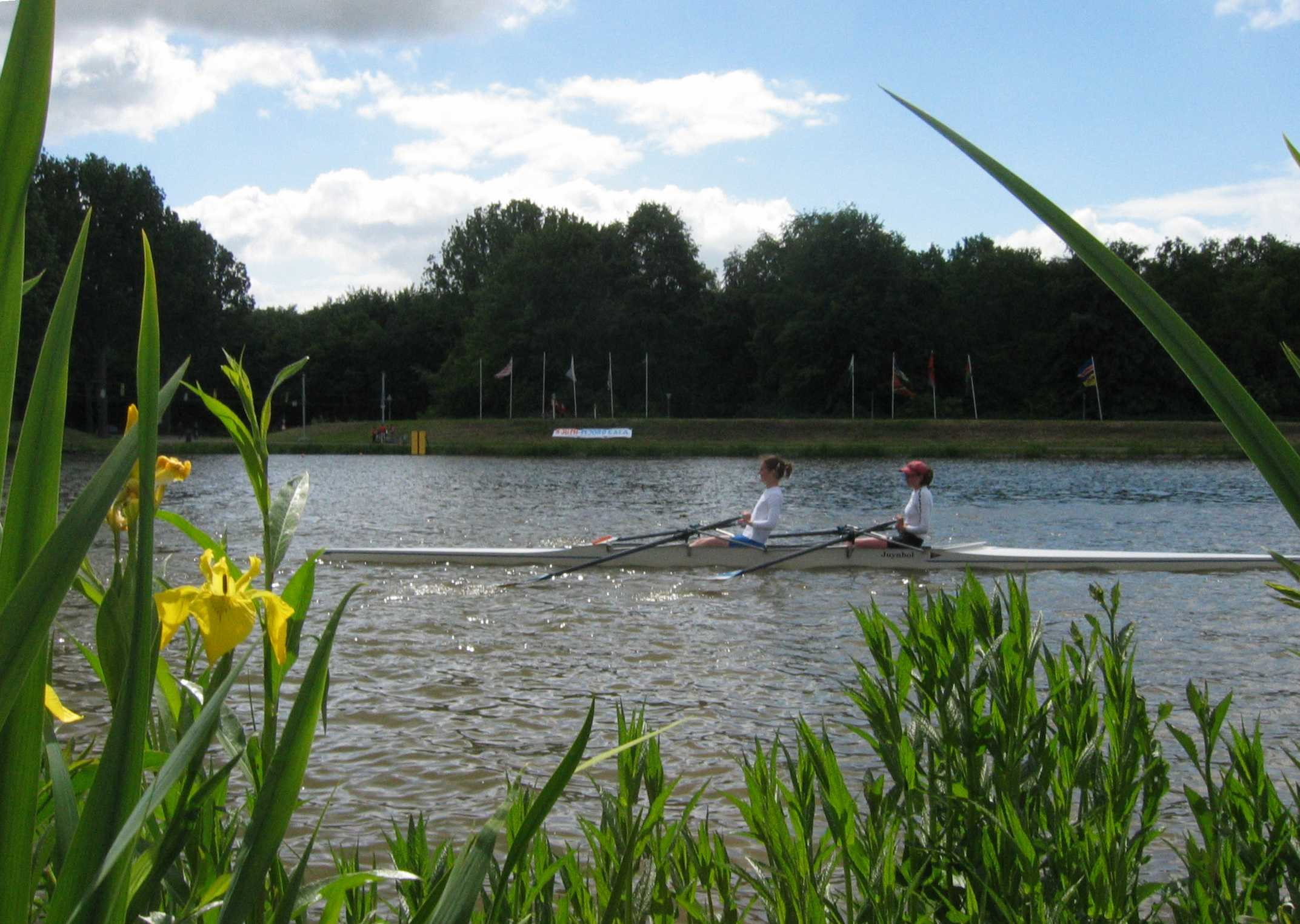
Le bassin d'aviron de la Bosbaan.

La forêt est composée de lacs, dont le plus connu est le Nieuwe Meer, de prairies et plusieurs voies d’eau. Elle abrite plusieurs spécimens de bisons d’Europe dans une zone cloisonnée, ainsi qu'une aire dédiée à la tyrolienne. L'histoire naturelle et sociale du bois d'Amsterdam est exposée dans une boutique de souvenirs.
Un bassin artificiellement créé, appelé la Bosbaan (traduisible en français par « voie des bois ») et creusé en 1936, sert à la pratique de l'aviron. Initialement, le bassin comprend cinq voies, puis six à partir des Championnats d'Europe d'aviron 1954. Il accueille notamment les Championnats du monde d'aviron 1977 et Championnats du monde d'aviron 2014. À la suite d'une grande rénovation en 2001, il mesure 2 200 mètres de longueur et 118 de largeur pour huit voies. Aujourd'hui s'y trouvent un club sportif et le Grand Café De Bosbaan en bout de bassin.

### Transports

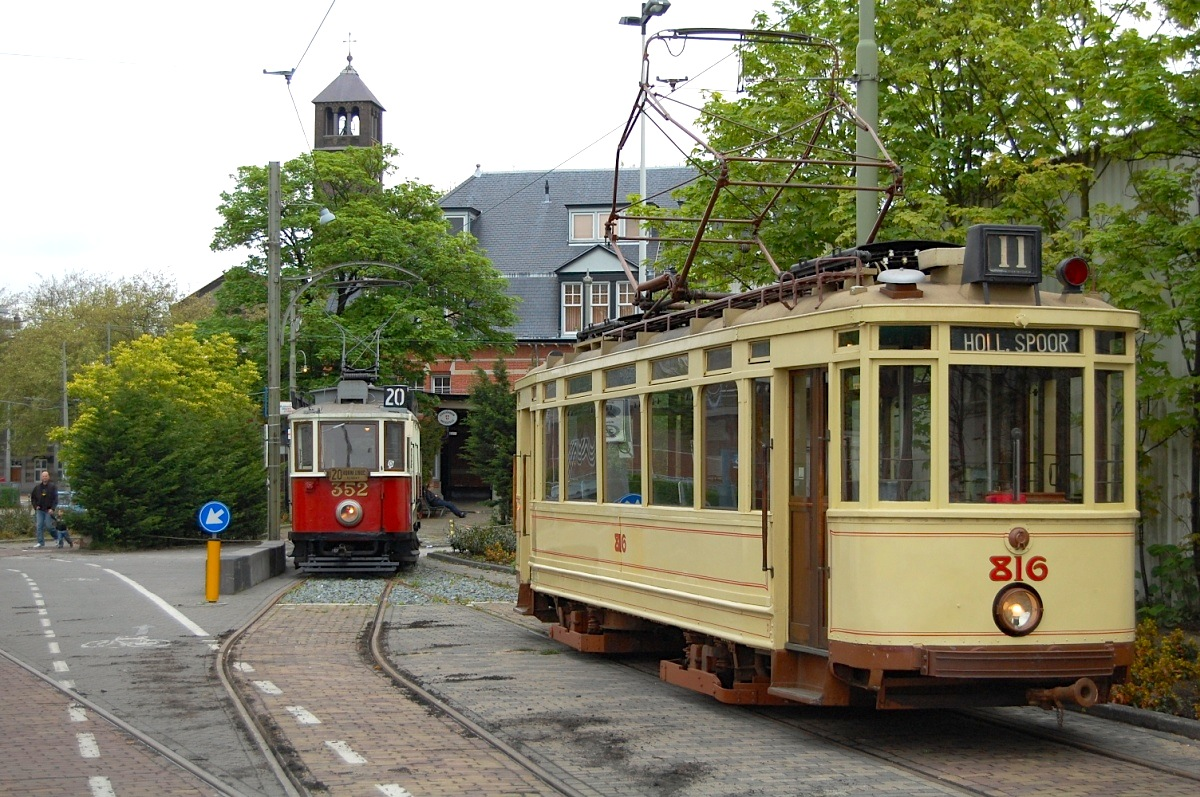
La ligne de tramway historique desservant la forêt, devant la gare de Haarlemmermeer.

Le bois d'Amsterdam est accessible par le tramway historique (ligne 30, également dite Electrische Museumtramlijn Amsterdam) en partance de la gare de Haarlemmermeer, une gare située dans le sud d'Amsterdam et utilisée uniquement pour le service vers le bois. Le trajet, durant vingt minutes, passe par les gares historiques de Jollenpad, Kalfjeslaan, Amstelveen et Bovenkerk (terminus).
Il est également possible de se rendre à bicyclette ou en bus avec facilité au bois d'Amsterdam, qui est traversé par l'autoroute A9 d'est en ouest et situé au sud de l'autoroute A4. Le bois d'Amsterdam dispose de soixante kilomètres de sentiers piétonniers balisés et 48 kilomètres de pistes cyclables.